# Galium microlobum
Galium microlobum är en måreväxtart som beskrevs av I.Thomps.. Galium microlobum ingår i släktet måror, och familjen måreväxter. Inga underarter finns listade i Catalogue of Life.